# یانگیس‌کائین
یانگیس‌کائین (انگلیسی: Yangiskain) یک شهرک در شهرستان گافوریسکی استان باشقیرستان کشور روسیه است.